# Dany N'Guessan
Djombo N'Guessan (Ivry-sur-Seine, Francia, 11 de agosto de 1987), futbolista francés, de origen marfileño. Juega de centrocampista y actualmente se encuentra sin equipo. Su último club fue el  Ik Start de Noruega.

## Clubes
| Club                       | País       | Año       |
| -------------------------- | ---------- | --------- |
| Auxerre                    | Francia    | 2003-2005 |
| Glasgow Rangers            | Escocia    | 2005-2007 |
| Boston United (cedido)     | Inglaterra | 2006-2007 |
| Lincoln City               | Inglaterra | 2007-2009 |
| Leicester City             | Inglaterra | 2009-2011 |
| Scunthorpe United (cedido) | Inglaterra | 2010      |
| Southampton FC (cedido)    | Inglaterra | 2011      |
| Millwall FC (cedido)       | Inglaterra | 2011      |
| Millwall FC                | Inglaterra | 2011-2013 |
| Charlton Athletic (cedido) | Inglaterra | 2012      |
| Swindown Town              | Inglaterra | 2013-2014 |
| Port Vale                  | Inglaterra | 2014-2015 |
| AEL                        | Grecia     | 2015      |
| Doncaster Rovers           | Inglaterra | 2015-2016 |
| IK Start                   | Noruega    | 2017      |